# Beacon Falls
Pour les articles homonymes, voir Beacon.
Beacon Falls est une ville américaine située dans le comté de New Haven au Connecticut.
Beacon Falls devient une municipalité en 1871. Elle doit son nom aux chutes d'eau (water falls en anglais) de Beacon Brook, localité nommée en référence à Beacon Hill.

## Démographie
| 1880 | 1890 | 1900 | 1910  | 1920  | 1930  |
| ---- | ---- | ---- | ----- | ----- | ----- |
| 379  | 505  | 623  | 1 160 | 1 593 | 1 693 |

| 1940  | 1950  | 1960  | 1970  | 1980  | 1990  |
| ----- | ----- | ----- | ----- | ----- | ----- |
| 1 756 | 2 067 | 2 886 | 3 546 | 3 995 | 5 083 |

| 2000  | 2010  | - | - | - | - |
| ----- | ----- | - | - | - | - |
| 5 246 | 6 049 | - | - | - | - |

Selon le recensement de 2010, Beacon Falls compte 6 049 habitants. La municipalité s'étend sur 9,78 milles carrés (25,33 km2), dont 9,67 milles carrés (25,05 km2) de terres.